# Amphenol
Amphenol Corporation, (NYSE: APH), är ett amerikanskt multinationellt tillverkningsföretag av elektriska–, elektroniska– och fiberoptiska anslutningsdoner, flat– och koaxialkablar samt samtrafikssystem till kunder inom bland annat försvar– och rymdfart, massmedia (främst inom kabel-TV), telekommunikation, fordon och kollektivtrafik.